# IEEE 1471
IEEE 1471	ist die Abkürzung der Norm ANSI/IEEE 1471-2000 zur Architekturbeschreibung von Softwaresystemen mit dem Titel IEEE Recommended Practice for Architectural Description of Software-Intensive Systems.
IEEE 1471 wurde am 21. September 2000 durch das IEEE-SA Standards Board freigegeben und am 15. Juli 2007 als ISO/IEC 42010  übernommen.